# Anti-Counterfeiting Trade Agreement

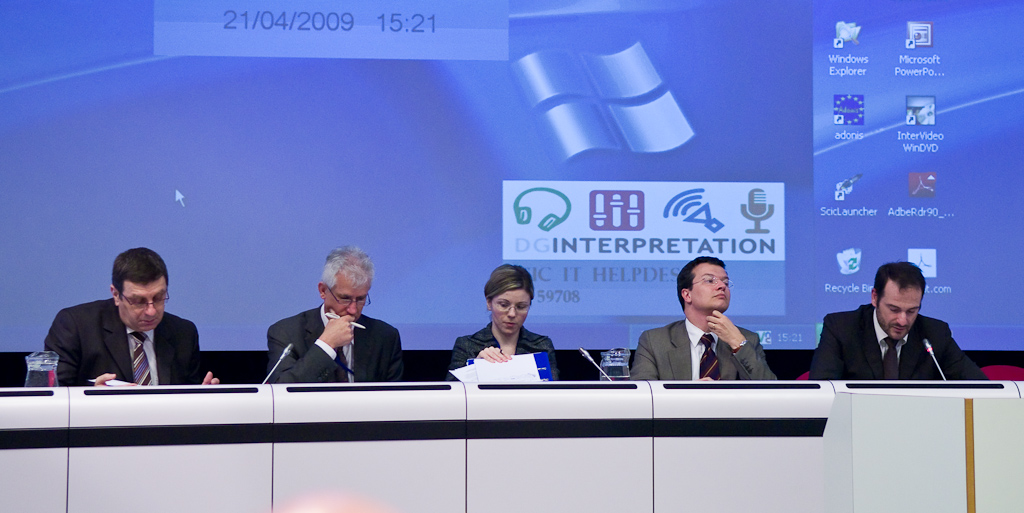
Přípravné setkání v Bruselu, duben 2009

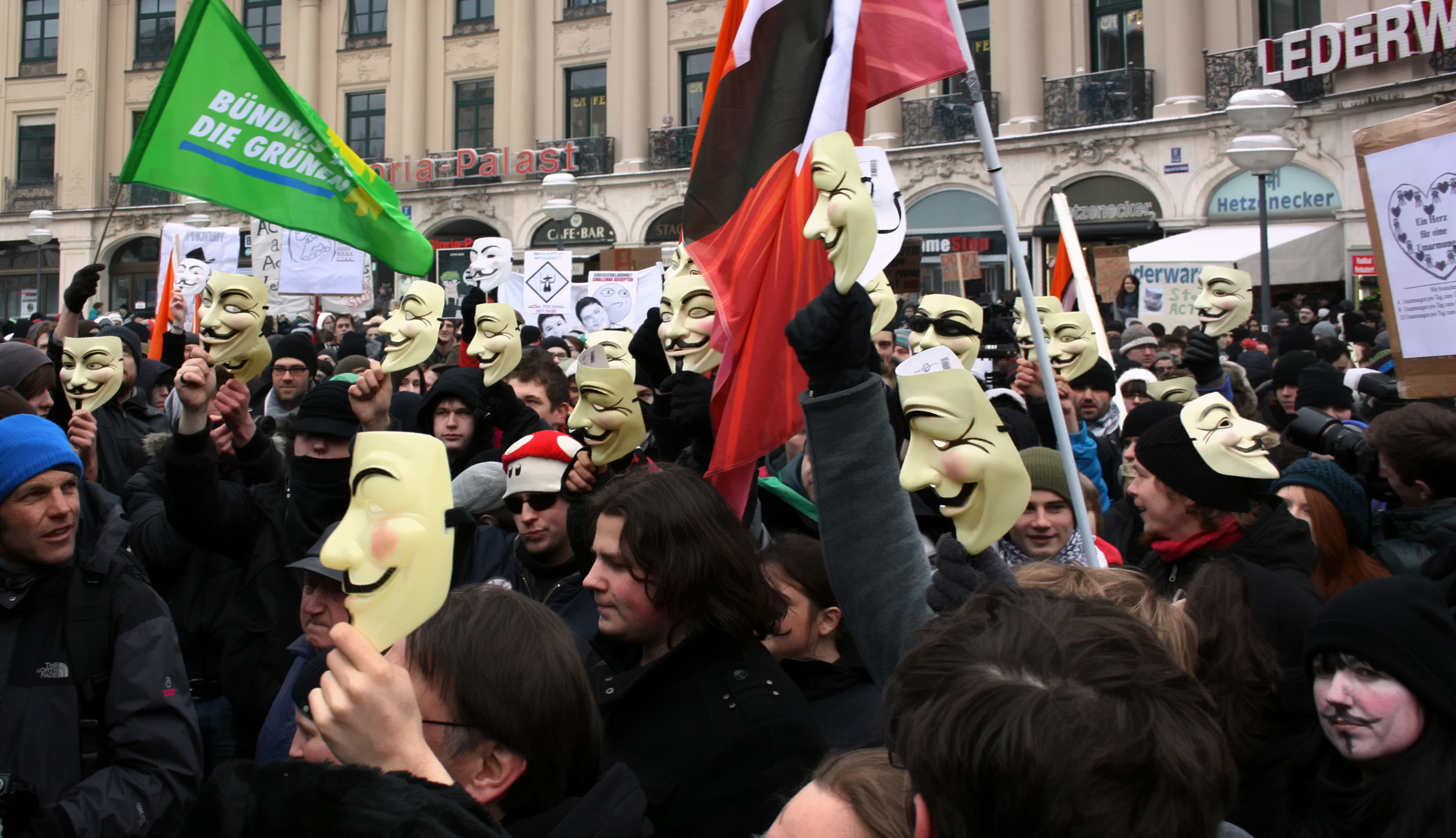
Protest v Mnichově

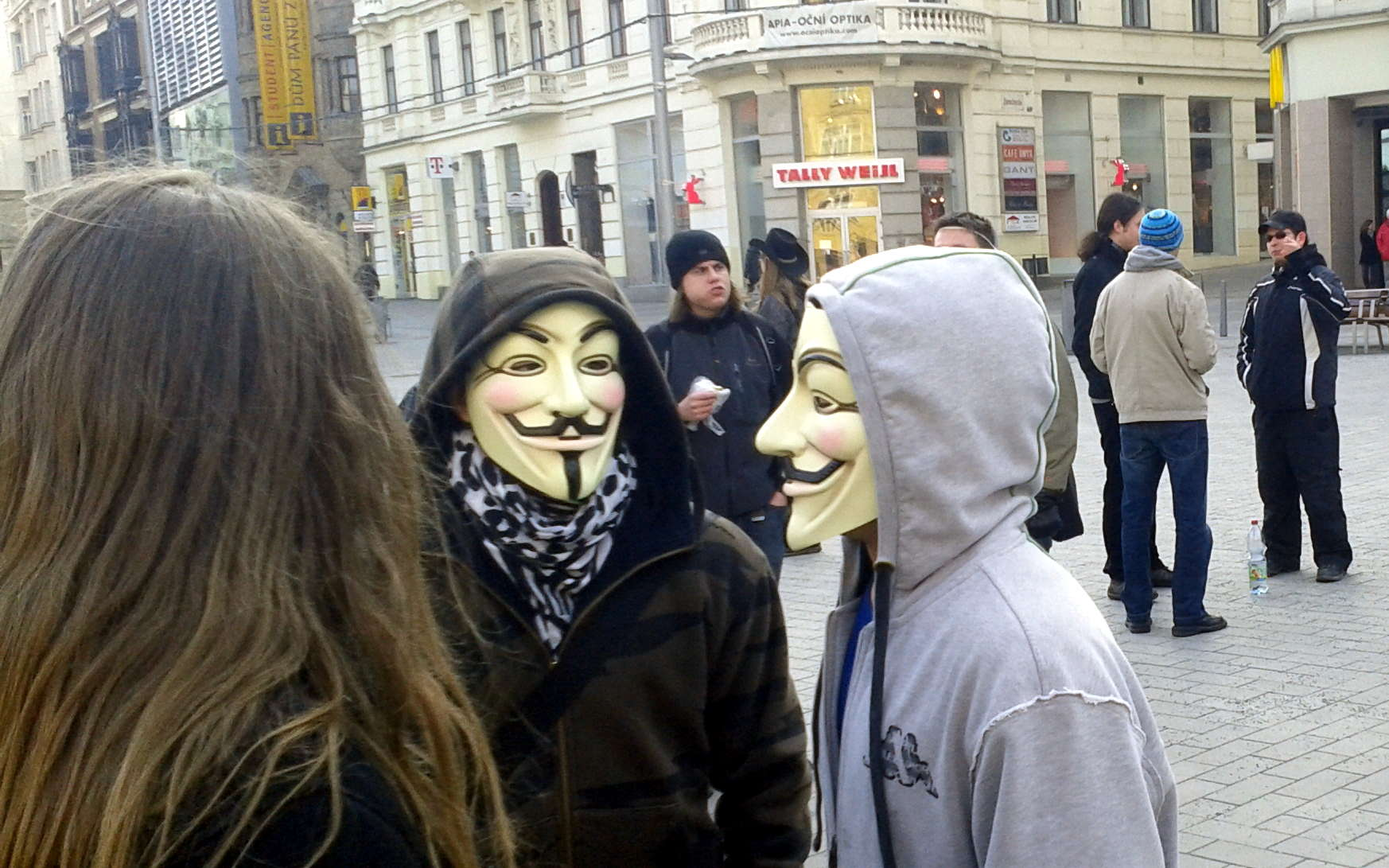
Protest v Brně – leden 2012

ACTA (anglicky Anti-Counterfeiting Trade Agreement, česky Obchodní dohoda proti padělatelství) je kontroverzní vícestranná mezinárodní obchodní dohoda s trestněprávními prvky, jejímž účelem je vytvoření mezinárodního systému pro vynucování duševního vlastnictví. ACTA by vytvořila nový mezinárodní rámec, k němuž se mohou země přidat, a vytvořila by vlastní orgány mimo existující mezinárodní instituce jako jsou Světová obchodní organizace (WTO) a Světová organizace duševního vlastnictví (WIPO) a Organizace spojených národů.
Navrhovatelé ji označují za odpověď na „růst globálního obchodu s padělaným zbožím a nelegálně šířenými autorsky chráněnými díly“ Záběr ACTA je široký, zahrnuje jak padělání hmotného zboží (značkové oblečení, hudební a filmové nosiče, léky), tak i „internetové distribuční a informační technologie“.
Finální text dohody byl zveřejněn v roce 2011. Ačkoliv finální text dohody již neobsahuje tak drakonická opatření, která byla oznámena původně, organizace dohlížející na lidská práva na Internetu ji kritizují, protože zavádí přísné represe, poškozuje uživatele a směřuje ke státním zásahům do svobodného Internetu.
ACTA byla zatím podepsána 8 státy a ostatním je otevřena k podpisu do května 2013. Rada EU odsouhlasila dohodu ACTA dne 16. prosince 2011 na setkání ministrů zemědělství a rybolovu (za Českou republiky se účastnili ministr zemědělství Petr Bendl a jeho náměstek Juraj Chmiel). Protože dohoda počítá i s trestněprávními represemi, budou ji muset v případě schválení Evropským parlamentem ratifikovat i jednotlivé členské státy. ČR se k podpisu připojila 26. ledna 2012, podepsala ji velvyslankyně ČR v Japonsku Kateřina Fialková. Kvůli protestům, které pomáhala organizovat Česká pirátská strana, premiér Nečas ratifikaci ACTA dne 6. února 2012 pozastavil s tím, že vláda chce ještě analyzovat reálné dopady smlouvy.
Asi rok poté, co Evropský parlament dohodu ACTA neschválil, se objevily informace o jednání o dohodě TTIP, která vzbuzuje ještě větší obavy, než dohoda ACTA. Kromě toho existuje obava, zda se dohoda ACTA nevrací jako dohoda TPP, která se ale netýká Evropy.

## Vyjednávání

Přímí (fialová) a nepřímí účastníci dohody

Vyjednávání ACTA neprobíhalo na půdě žádné mezinárodní instituce. Podle Úřadu pro obchodní zastoupení Spojených států (Office of the United States Trade Representative, USTR) začaly předběžné rozhovory o ACTA mezi Spojenými státy, Kanadou, Evropskou komisí, Švýcarskem a Japonskem v letech 2006 a 2007. 23. října 2007 vydaly Spojené státy, Evropské společenství, Švýcarsko a Japonsko společné prohlášení o tom, že začaly vyjednávat o ACTA. K jednáním se následně připojily další státy: Austrálie, Jižní Korea, Nový Zéland, Mexiko, Jordánsko, Maroko, Singapur a Spojené arabské emiráty. Vyjednávání ACTA bylo do 22. května 2008 vedeno v utajení. Diskusní list o navržené dohodě byl však uložen na WikiLeaks a noviny ihned poté informovaly o tajných jednáních. Jednání původně předpokládala završení do konce roku 2008, v listopadu 2008 však Evropská komise oznámila, že budou pravděpodobně pokračovat i v roce 2009.
Ačkoliv vyjednávání probíhala v utajení, řada korporací měla zastoupení v poradních výborech USTR a měla přístup k utajovaným dokumentům. V září 2009 se zjistilo, že USTR dal text pracovního návrhu ACTA k dispozici vybraným subjektům mimo formální poradní orgány prostřednictvím dohod zakazujících zveřejnění. Podle zákona o svobodném přístupu k informacím bylo zjištěno, že dohody s USTR podepsaly následující organizace: Google, eBay, Dell, the Business Software Alliance, News Corporation, Sony Pictures, Time Warner, Americká asociace filmového průmyslu a Verizon. USTR pozval řadu velkých skupin, které zastupovaly jednotlivé korporace hudebního, softwarového a filmového průmyslu, aby mohl začlenit jejich návrhy a připomínky již při přípravě pracovní verze ACTA. Tyto skupiny zahrnovaly International Intellectual Property Alliance, která sdružuje mimo jiné Business Software Alliance (BSA), Americkou asociaci filmového průmyslu (MPAA or MPA) a Americkou asociaci nahrávacího průmyslu (RIAA)) a Asociaci amerického farmaceutického výzkumu a výroby. Americká asociace nahrávacího průmyslu (RIAA) smlouvu ACTA podporuje a při tvorbě ji připomínkovala.
V dubnu 2010 bylo po jednáních ve Wellingtonu na Novém Zélandu oznámeno, že ještě týž měsíc dojde ke zveřejnění aktuální verze návrhu textu dohody. Ještě v červenci 2010 však byl návrh v Evropské unii utajován v režimu Vyhrazené a nebyl žadatelům podle zákona o svobodném přístupu k informacím poskytnut. Konečný text byl zveřejněn 15. listopadu 2010,
V červnu 2010 označily Indie a Čína, které se vyjednávání neúčastnily, opatření ACTA za „TRIPS-plus“, protože navrhovaná smlouva podle nich daleko překračuje rozsah Dohody o obchodních aspektech práv k duševnímu vlastnictví (TRIPS), která byla přijata na půdě Světové obchodní organizace WTO. Obavy, že by ACTA mohla narušit mezinárodní obchod, byly předneseny i na jednání výboru TRIPS a údajně měly podporu 153 členů WTO.

## Podepisování smlouvy
ACTA podepsalo dne 1. října 2011 v Tokiu osm zemí (USA, Austrálie, Kanada, Japonsko, Maroko, Nový Zéland, Singapur, Jižní Korea). Tři subjekty, které se účastnily vyjednávání (Evropská unie, Mexiko, Švýcarsko), tehdy ještě dohodu nepodepsaly, ale vydaly společné prohlášení, podle něhož ji podepíšou, jakmile to bude možné.
26. ledna 2012 na ceremonii pro EU na ministerstvu zahraničí v Japonsku, podepsali zástupci EU a celkem 22 zemí – Rakousko, Belgie, Bulharsko, Česká republika, Dánsko, Finsko, Francie, Řecko, Maďarsko, Irsko, Itálie, Litva, Lotyšsko, Lucembursko, Malta, Polsko, Portugalsko, Rumunsko, Slovinsko, Španělsko, Švédsko a Spojené království. Za ČR ji podepsala mimořádná a zplnomocněná velvyslankyně České republiky v Japonsku Kateřina Fialková, zmocněná prezidentem Václavem Klausem, kterému to doporučila vláda jednomyslně schváleným usnesením č. 825 z 9. listopadu 2011 (a č. 20 ze dne 4. ledna 2012), předloženým ministrem průmyslu a obchodu Martinem Kocourkem a 1. místopředsedou vlády a ministrem zahraničních věcí Karlem Schwarzenbergem. Je ale neplatná, dokud ji parlament neratifikuje. Delegaci vedl velvyslanec EU v Japonsku Hans Dietmar Schweisgut. Z členských zemí EU nepodepsali Německo, Nizozemsko, Slovensko, Kypr a Estonsko, které údajně čekají na dokončení příslušných vnitrostátních procedur.
V reakci na podpis ACTA Evropskou komisí rezignoval na svoji funkci její hlavní zpravodaj v Evropském parlamentu Kader Arif. Svou rezignací chtěl upozornit na to, že ACTA byla od počátku projednávána bez zapojení občanské společnosti a že snahou bylo dohodu schválit ve zrychleném procesu. Kader dodal, že „tato smlouva může mít významné dopady na životy našich občanů, a přesto Evropský parlament o svém konání neřekl téměř ani slovo.“
Dohoda je otevřena k podpisu do května 2013 a nabude účinnosti, jakmile uloží šestá země listinu o ratifikaci nebo o přistoupení u depozitáře.

## Ratifikace smlouvy

### Evropská unie
22. února 2012 Evropská komise pořádala Evropský soudní dvůr o vyjádření, zda je smlouva v souladu, či rozporu, se základními právy a svobodami Evropské unie.
V Evropském parlamentu byla smlouva primárně přiřazena k prozkoumání stálému Výboru pro mezinárodní obchod, před ním se nejprve poradně vyjádřily 4 další stálé výbory parlamentu, z nichž všechny smlouvu zamítly:
1) Výbor pro rozvoj: 17 proti, 1 pro a 3 se zdrželi, 2) Výbor pro občanské svobody, spravedlnost a vnitřní věci: 36 proti, 1 pro a 21 se zdrželo, 3) Výbor pro průmysl, výzkum a energetiku: 31 proti, 25 pro a nikdo se nezdržel, 4) Výbor pro právní záležitosti: 12 proti, 10 pro a 2 se zdrželi. Výbor pro mezinárodní obchod následně na základně zamítavého doporučení ostatních výboru rozhodl taktéž nedoporučit ratifikaci smluv: 19 proti, 12 pro a nikdo se nezdržel.
Následně o smlouvě 4. července 2012 hlasoval Evropský parlament v plenárním zasedání, kdy proti ratifikaci hlasovalo 478, pro ratifikaci 39 a 165 poslanců se zdrželo. Tímto byla smlouva Evropskou unií definitivně neratifikována (k ratifikaci byl právně zcela nezbytný souhlas parlamentu).
20. prosince 2012 Evropská komise stáhla svůj dotaz k Evropskému soudnímu dvoru ohledně smlouvy ACTA.

## Obsah
ACTA se člení do šesti kapitol, které jsou dále členěny na oddíly.
- Kap. 1: Výchozí ustanovení a obecné definice
  - Oddíl 1: Výchozí ustanovení
  - Oddíl 2: Obecné definice
- Kap. 2: Právní rámec pro prosazování práv k duševnímu vlastnictví
  - Oddíl 1: Obecné povinnosti
  - Oddíl 2: Občanskoprávní prosazování
  - Oddíl 3: Opatření na hranicích
  - Oddíl 4: Trestněprávní prosazování
  - Oddíl 5: Prosazování práv k duševnímu vlastnictví v digitálním prostředí
- Kap. 3: Postupy prosazování
- Kap. 4: Mezinárodní spolupráce
- Kap. 5: Institucionální opatření
- Kap. 6: Závěrečná ustanovení

### Pojmy
V definici duševního vlastnictví se ACTA odvolává na všechny kategorie duševního vlastnictví, které jsou předmětem oddílů 1 až 7 části II dohody TRIPS. Jde tedy o copyright, obchodní známky, zeměpisná označení, průmyslové vzory, patenty, topografie integrovaných obvodů a nezveřejněné informace. Pokud však některá signatářská země některou kategorii vůbec neuznává, nemusí v případě této kategorie opatření ACTA vůbec aplikovat (čl. 3 odst. 2); toto ustanovení bylo výsledkem sporu o zeměpisná označení, která chtěla EU prosadit ve vyjednávání vůči USA.
O nositelích práv ACTA pouze stanoví, že výraz „majitel práv zahrnuje federaci nebo asociaci, která má pravomoc vymáhat práva
k duševnímu vlastnictví.“ Ve zveřejněném překladu je třeba vzít úvahu, že některé termíny se překládají jinak (majitel práv/nositel práv) a že slovo pravomoc je použito mimo kontext vykonavatelů veřejné moci.
Zbožím porušujícím autorská práva (v anglickém originálu pirated copyright goods) se podle ACTA rozumí (čl. 5 písm. k) jakékoli zboží, které je kopií
- pořízenou bez souhlasu právoplatného majitele nebo majitelem práva řádně zplnomocněné osoby v zemi výroby a
- jež je přímo či nepřímo pořízeno z výrobku (v anglickém originálu article), jestliže by pořízení takové kopie představovalo porušení autorského práva nebo příbuzného práva podle právních předpisů země, v níž se uplatňují řízení stanovená v kapitole II.

Pojem zboží porušující autorská práva tak zahrnuje například i kopie, které si uživatel vytvořil na základě zákonné licence ve své mateřské zemi, kterou země, do které cestuje neuznává. Pokud by si například Čech vytvořil kopii pro vlastní osobní potřebu fyzické osoby podle § 30 odst. 1 autorského zákona a vycestoval by do země, která volné užití neuznává, daná kopie by byla zbožím porušujícím autorská práva a byla by předmětem kontrolních mechanismů vynucování práv k duševnímu vlastnictví podle kapitoly II ACTA.

### Opatření na hranicích
Oddíl opatření na hranicích se vztahují na copyright, obchodní známky, zeměpisná označení, průmyslové vzory a topografie integrovaných obvodů. Předmětem tohoto ustanovení je zabránit mezinárodnímu pohybu např. oblečení s padělanou obchodní značkou nebo pirátsky vypálených nosičů. Ačkoliv Evropská komise opakovaně zdůrazňovala, že její snahou ve vyjednávání bylo vyloučit aplikaci na jednotlivé občany (klauzule „de minimis“), konečné znění ACTA stále vzbuzuje kritiku. V čl. 14 ACTA stanovuje
„Článek 14: Malé zásilky a osobní zavazadla
1. Každá strana musí uplatňovat tento oddíl u zboží obchodní povahy zasílaného v malých zásilkách.
2. Strana může upustit od uplatnění tohoto oddílu u malého množství zboží neobchodní povahy nacházejícího se v osobním zavazadle cestujícího.“
ACTA po státech požaduje, aby zavedly kontrolní mechanismy povinně i na malé obchodní zásilky, které by mohly obsahovat například elektroniku, která porušuje monopol výrobce na počítačovou topografii, nebo kopie počítačových programů a filmů. V případě osobních prohlídek stanovuje ACTA výjimku, kterou mohou země stanovit ve vnitrostátním zákonodárství, že se kontrolní mechanismy nebudou používat na malé množství zboží neobchodní povahy. Pod pojem zboží přitom spadají např. kopie, které nejsou v zemi původu zákonem dovoleny (volné užití). V případě většího množství kopií však nelze tuto výjimku uplatnit V souvislosti s dalšími ustanoveními ACTA, která požadují zničení zabaveného zboží, které porušuje práva duševního vlastnictví, vzbudilo právě ustanovení o hraničních kontrolách největší kritiku.
Kontrolními mechanismy jsou prohlídky na hranicích nebo na letišti. Stát musí zajistit, aby jeho celní orgány měly jednak pravomoc „jednat z vlastní iniciativy“ a pozastavit propuštění podezřelého zboží, jednak aby pozastavili propuštění podezřelého zboží na základě žádosti majitele práv. Při žádosti majitele práv se vyžaduje, aby bylo porušení práv „patrné“ (čl. 17, v originále prima facie, tj. na první pohled) a celní orgán může vyžadovat složení záruky nebo jistoty (čl. 18); na druhou stranu mohou státy nechat dodávky sledovat a takto získané informace poskytovat nositelům práv s cílem napomoci k
odhalení nelegálních kopií (čl. 22 písm. a). Pokud se prokáže, že zboží porušuje duševní vlastnictví (např. náhražky značkového zboží), musí mít příslušný orgán možnost nechat zboží zničit (čl. 20 odst. 1).
V souvislosti s hraničními kontrolami ACTA umožňuje, aby celníci prohledávali i oblečení a zavazadla cestujícího a mohli je v případě podezření z porušení práva duševního vlastnictví zabavit; v případě malého množství zboží nekomerční povahy však stát může od těchto kontrol upustit. Zatímco v České republice může být za prodej zboží s padělanou značkou pokutován pouze prodejce, v Itálii lze za koupi kabelky s padělanou značkou Gucci uložit pokutu až deset tisíc eur a ve Francii hrozí pokuta dokonce jen za to, že máte kabelku s padělanou značkou u sebe. Výrobci jako je Louis Vuitton se proto snaží o to, aby v ostatních evropských zemích platily stejně přísné zákony jako v Itálii a Francii, přičemž hraniční kontrola cestujících je příležitost, při které lze padělané zboží nejsnáze odhalit.
Některé státy již na hranicích provádějí prohledávání elektronických zařízení bez důvodného podezření. V červenci 2008 Ministerstvo vnitřní bezpečnosti USA zveřejnilo, že jeho politika hraničních kontrol umožňuje agentům Úřadu pro cla a ochranu hranic namátkové kontroly elektronických zařízení na „informace týkající se terorismu, pašování narkotik a jiných záležitostí národní bezpečnosti, přípustnost vpuštění cizince, kontraband zahrnující dětskou pornografii, měnové instrumenty a informace porušující autorská nebo známková práva, a důkazy o porušení embarga nebo jiných zákonů na kontrolu dovozu a vývozu.“
Senátor Russell Feingold nazval tuto politiku jako „skutečně alarmující“ a navrhl zavedení legislativy, která by pro takové kontroly vyžadovala důvodné podezření z porušení zákona a která by zakázala rasovou profilaci. Americký odvolací soud devátého obvodu již dříve podpořil ústavnost prohledávání laptopů při přechodu hranic bez důvodného podezření.

### Digitální prostředí
ACTA byla od počátku svého tajného vyjednávání vnímána některými neziskovými organizacemi a poslanci Evropského parlamentu jako hrozba pro svobodné prostředí Internetu. V některých návrzích ACTA byla obsažena opatření, které by nutila poskytovatele internetového připojení poskytovat bez úředního příkazu informace o lidech podezřelých z porušování autorských práv, aby mohl hudební průmysl snáze žalovat sdíleče souborů a úřady mohly zavírat nekomerční bittorrentové webové stránky, jako je The Pirate Bay.

#### Účinné kroky vůči jakémukoliv porušování
„Článek 27: Prosazování v digitálním prostředí
1. Každá strana zajistí, aby její právní řád zahrnoval postupy prosazování práv, v rozsahu stanoveném v oddílech 2 (Občanskoprávní prosazování) a 4 (Trestněprávní prosazování), způsobem umožňujícím účinné kroky vůči jakémukoli porušování práv k duševnímu vlastnictví, k němuž dojde v digitálním prostředí, včetně urychlených nápravných opatření, která by zabránila porušování, a opatření, která mají odrazující účinek vůči dalšímu porušování.
2. V souladu s odstavcem 1 se postupy prosazování práv každé strany vztahují na porušování autorských nebo souvisejících práv prostřednictvím digitálních sítí, což může zahrnovat protiprávní využívání možností distribuce v širokém měřítku pro neoprávněné účely. Tyto postupy musí být uplatňovány způsobem, který vyloučí vytváření překážek zákonné činnosti, včetně elektronického obchodu, a v souladu s právními předpisy této strany zachová základní zásady jako svobodu projevu, právo na spravedlivý proces a soukromí.“
Regulace Internetu je zavedena v oddíle 5. V čl. 27 je konstatována úplná použitelnost občanskoprávních a trestněprávních postupů na Internet způsobem, aby byl boj proti porušování copyrightu na Internetu účinný. Vyžaduje zejména „urychlená nápravná opatření“ (například předběžná opatření nebo mechanismy pro rychlé odstranění souborů) a opatření, která odrazují od dalšího porušování. Toto ustanovení vzbudilo kritiku, protože strany vyjednávání jako Francie pod takovými opatřeními rozuměly i odpojování od Internetu (HADOPI).
Druhá věta druhého odstavce stanovuje použitelnost základních zásad jako je svoboda projevu, právo na spravedlivý proces a soukromí, nicméně s ohledem na stávající praxi zemí, které používají odpojování od Internetu, nejsou tyto zásady konkrétní co do postupů aplikace. Obecná věta o použitelnosti základních zásad byla do textu včleněna právě v reakci na kritiku z řad ochránců svobody Internetu a vyskytuje se za každým článkem, který Evropská komise vnímala jako kontroverzní.

#### Mimoprávní kooperace s poskytovateli služeb

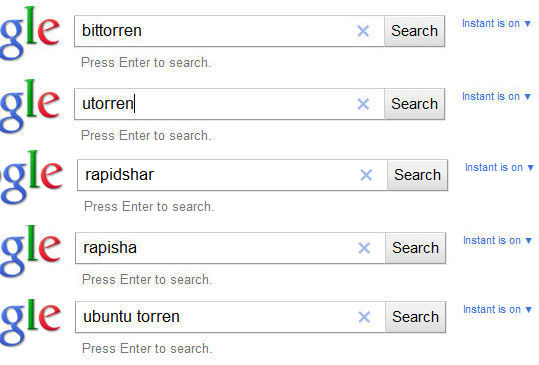
Mimoprávní kooperace s poskytovateli služeb vedla Google k cenzuře odkazů na soubory torrent, včetně legitimních odkazů na stažení operačního systému Ubuntu.

Kromě právních způsobů jako jsou postihy za užívání nelegálních kopií a náhražek značkového zboží ACTA počítá i s neformálními způsoby prosazování copyrightu a značek. Má k tomu vést vyšší spolupráce v podnikatelských kruzích, zejména mezi majiteli monopolu a poskytovateli připojení a hostingu:
„[…]
3. Každá strana se snaží podpořit úsilí zaměřené na spolupráci v podnikatelských kruzích v zájmu účinného řešení porušování práv k ochranné známce a autorských nebo souvisejících práv a zároveň zachovat legitimní konkurenci a v souladu se svými právními předpisy zachovat základní zásady jako svobodu projevu, spravedlivý proces a soukromí.
4. Strana může v souladu se svými právními předpisy a nařízeními zajistit, aby její příslušné orgány měly pravomoc nařídit poskytovateli internetových služeb, aby majiteli práv neprodleně poskytl informace umožňující identifikaci účastníka, jehož účet byl údajně využit v rámci činností porušujících právo, pokud tento majitel práv uplatnil právně dostačující žalobu na porušení práva k ochranné známce nebo autorského práva či souvisejících práv a pokud jsou takové informace žádány pro účely ochrany nebo prosazování těchto práv. […]“
Příkladem koordinace aktivit proti pirátskému kopírování jsou schůzky Evropské komise se zástupci poskytovatelů připojení a velkými společnostmi jako Google a Amazon. Kooperace se například promítla do toho, že Google začal v rychlém vyhledávání cenzurovat dotazy, které obsahují slova jako 'bittorrent' nebo 'torrent'. Evropská komise si podle nevládních organizací od decentralizace postupů a mimoprávní kooperace slibuje vyšší efektivitu boje proti pirátskému kopírování.

### Vynucování
ACTA by vytvořila vlastní řídicí organizaci mimo existující mezinárodní instituce, jako je Světová obchodní organizace (WTO), Světová organizace duševního vlastnictví (WIPO) nebo Organizace spojených národů.

## Působnost dohody
Bylo argumentováno, že hlavním cílem dohody ACTA je poskytnout bezpečné útočiště poskytovatelům služeb, kteří nemusí váhat poskytovat informace o lidech porušujících práva; lze to použít, například, k rychlé identifikaci a zastavení činnosti pachatelů, jakmile je jejich identita potvrzena poskytovateli. Podobně to poslouží kriminalizaci porušování autorských práv tím, že zajistí represivním orgánům prostředky k provádění kriminálního vyšetřování, zatýkání, předvolávání nebo obžalovávání podezřelých, kteří se mohli dopustit porušení autorských práv. Též umožňuje, aby kriminální vyšetřování a invazivní prohledávání mohlo být vedeno proti osobám, které nejsou důvodně podezřelé, a proto tedy oslabuje presumpci neviny a umožňuje to, co bylo dříve považováno za nezákonné prohledávání. Důrazněji, jsouce mezinárodní dohodou, umožňuje tato opatření – obvykle řízená veřejnou správou a kontrolována soudy – protlačit prostřednictvím uzavřených jednání mezi členy výkonných orgánů signatářů dohody, a jakmile bude ratifikována, s použitím obchodních a podobných pobídek tlačit na další země, aby podmínky dohody přijaly bez větších možností vyjednávání.

## Zastánci

### Recording Industry Association of America
Recording Industry Association of America (RIAA, Asociace amerického nahrávacího průmyslu) podporuje tuto dohodu a poskytovala vstupy a návrhy při vytváření ACTA.

### Evropská unie

#### Evropská komise
Evropská komise označila ACTA za pokus, jak vynutit dodržování práv k duševnímu vlastnictví, a říká, že státy, které se vyjednávání účastnily, považují práva k duševnímu vlastnictví za „klíčový instrument pro svou vývojovou a inovační politiku“. Evropská komise argumentuje, že:

„Rozšířenost porušování práv k duševnímu vlastnictví představuje trvale rostoucí hrozbu pro udržitelný rozvoj světové ekonomiky. Je to problém s vážnými ekonomickými a sociálními důsledky. Dnes stojíme tváří v tvář novým výzvám: růst nebezpečného padělání zboží (farmaceutické výrobky, potraviny a nápoje, kosmetika, hračky, autodíly), rychlost a jednoduchost digitálního rozmnožování, růst významu Internetu jako distribučního kanálu, a sofistikace a prostředky mezinárodně působících padělatelů. Všechny tyto faktory činí tento problém pronikavější a hůře zvládnutelný.“

Ohledně otázky, proč nebyla tato dohoda připravována v rámci G8, WTO, WIPO nebo jiných formálně existujících struktur, Evropská komise vysvětluje, že samostatná dohoda poskytuje větší flexibilitu „při projednávání tohoto projektu mezi zúčastněnými státy“, zatímco „členství a priority oněch organizací (G8, WTO, a WIPO) by nebyly příliš prospěšné pro tento typ průlomového projektu“.

#### Evropský parlament
Evropský parlament smlouvu definitivně odmítl 4. července 2012. Proti ní hlasovalo 478 poslanců, 39 jich bylo pro a 165 se hlasování zdrželo. V Evropské unii tak smlouva nemůže vstoupit v platnost.

## Kritika
Podle kritiků dohoda vychází z nereálného předpokladu, že přísnější vynucování duševního vlastnictví povede ve všech ekonomických oblastech k prosperitě, a tajné vyjednávání bez zástupců veřejnosti jí bere demokratickou legitimitu.

### Jednostrannost
ACTA podle nich upevní postavení majitelů monopolů a neobsahuje pojistky proti zneužití. Evropská komise i příslušná ministerstva nereflektují názory akademiků, informují o obsahu dohody jednostranně a uvádějí zavádějící informace (nebezpečí kopií pro spotřebitele atd.).

### Konzervace současného stavu a vynucování represemi
Dohoda konzervuje přísné vynucování „duševního vlastnictví“ v době, kdy je evidentní, že celá politika kopírování vyžaduje přehodnocení ve světle digitálních technologií. Dnešní ratifikace by znamenala, že do budoucna bude těžší současný systém jakkoliv reformovat. Řadu opatření (fiktivní škody, DRM), které poškozují spotřebitele, bude ještě těžší změnit. Kritici navíc poukazují na to, že globální uplatňování „duševního vlastnictví“ znamená, že rozvojové země platí rozvinutým zemím za monopoly na technologie a ztrácejí šanci vymanit se z chudoby. Systém vynucování monopolů tak staví rozvojové země zpět do pozice kolonií.
ACTA se snaží vynutit politiku kopírovacího monopolu novými represemi. ACTA požaduje odstrašující sankce za porušování „duševního vlastnictví“. Zahrnuje globální tresty za kopírování a požaduje zničení zboží, které by jinak mohlo být využíváno neziskovými organizacemi.

### Dopad na uživatele a spotřebitele
Dohoda povoluje inspekce počítačů na hranicích, odpojování od Internetu a jiná opatření v rozporu s lidskými právy a považuje je za standardní. Nepovinná opatření ACTA sice neukládají státům povinnosti, ale jsou považována za doporučení a příklady „dobré praxe“ ACTA podkopává principy svobodné společnosti. ACTA není slučitelná se standardem Úmluvy o ochraně lidských práv a základních svobod a Listiny základních práv EU. Podle studie vypracované pro politickou skupinu Greens/EFA v Evropském parlamentu ACTA nepřiměřeně zasahuje do základních lidských práv a vyžaduje nebo povoluje postupy rozhodování, které zvýhodňují držitele monopolů.
ACTA rovněž vyžaduje, aby státy takové programy zakázaly a aby postihovaly jejich nabízení a prodej (čl. 27 odst. 5 až 7 ACTA). Podobně budou zakázány i programy, které nemají jiný komerčně významný účel než je obcházení DRM.

### Regulace Internetu
ACTA je první smlouvou, která má regulovat Internet. Vyžaduje po státech zavedení „urychlených nápravných opatření“, která by zabránila porušování „duševního vlastnictví“, a opatření, která mají „odrazující účinek vůči dalšímu porušení“. Tyto požadavky nabádají k zavedení systému, který blokuje přístup k internetovým stránkám a odpojuje uživatele od Internetu (praxe některých zemí vyjednávajících ACTA).
ACTA předvídá vlastní neformální mechanismy, kterými bude působit na autoregulaci internetových providerů a které nebudou předmětem soudního přezkumu. Náklady vynucování navíc přenáší z držitelů monopolu na jiné podnikatele.